# デイ郡 (サウスダコタ州)
デイ郡（英: Day County）は、アメリカ合衆国サウスダコタ州の北東部に位置する郡である。2010年国勢調査での人口は5,710人であり、2000年の6,267人から8.9％減少した。郡庁所在地はウェブスター市（人口1,886人）であり、同郡で人口最大の町でもある。郡名は開拓者で、1879年にダコタ準州議会議員を務めたメリット・H・デイに因んで名付けられた。

## 地理
アメリカ合衆国国勢調査局に拠れば、郡域全面積は1,091平方マイル (2,825.7 km2)であり、このうち陸地は1,029平方マイル (2,665.1 km2)、水域は63平方マイル (163.2 km2)で水域率は5.74％である。

### 主要高規格道路
- アメリカ国道12号線
- サウスダコタ州道25号線
- サウスダコタ州道27号線

### 隣接する郡
- マーシャル郡 - 北
- ロバーツ郡 - 東
- グラント郡 - 南東
- コディントン郡 - 南東
- クラーク郡 - 南
- スピンク郡 - 南西
- ブラウン郡  - 西

### 湖
- エネミースウィム
- ピカレル湖
- ブルードッグ
- ビター
- アンテロープ
- ラッシュ
- ホースシュー

### 国立保護地域
- ウォーベイ国立野生生物保護区

## 人口動態
以下は2000年の国勢調査による人口統計データである。
| 基礎データ - 人口: 6,267人 - 世帯数: 2,586 世帯 - 家族数: 1,688 家族 - 人口密度: 2人/km2（6人/mi2） - 住居数: 3,618軒 - 住居密度: 1軒/km2（4軒/mi2） 人種別人口構成 - 白人: 91.26% - アフリカン・アメリカン: 0.13% - ネイティブ・アメリカン: 7.40% - アジア人: 0.06% - 太平洋諸島系: 0.05% - その他の人種: 0.16% - 混血: 0.94% - ヒスパニック・ラテン系: 0.38% 先祖による構成 - ドイツ系：34.5％ - ノルウェー系：26.9％ - ポーランド系：10.9％ 年齢別人口構成 - 18歳未満: 25.5% - 18-24歳: 5.2% - 25-44歳: 22.4% - 45-64歳: 23.4% - 65歳以上: 23.5% - 年齢の中央値:43歳 - 性比（女性100人あたり男性の人口） - 総人口: 96.5 - 18歳以上: 94.5 | 世帯と家族（対世帯数） - 18歳未満の子供がいる: 27.3% - 結婚・同居している夫婦: 54.4% - 未婚・離婚・死別女性が世帯主: 6.8% - 非家族世帯: 34.7% - 単身世帯: 31.8% - 65歳以上の老人1人暮らし: 18.0% - 平均構成人数 - 世帯: 2.36人 - 家族: 2.98人 収入と家計 - 収入の中央値 - 世帯: 30,227米ドル - 家族: 38,011米ドル - 性別 - 男性: 27,279米ドル - 女性: 18,179米ドル - 人口1人あたり収入: 15,856米ドル - 貧困線以下 - 対人口: 14.3% - 対家族数: 11.4% - 18歳未満: 17.4% - 65歳以上: 11.8% |

## 都市と町
- アンドーバー
- ブリストル
- バトラー
- クランドール
- グレンビル
- ホルムクイスト
- リリー
- ピアポント
- ロスリン
- ウォーベイ
- ウェブスター - 郡庁所在地

### 郡区
デイ郡は下記28の郡区に分けられている。
| - アンドーバー - ブリストル - バトラー - セントラルポイント - イージーランド - ファーミントン - グレンビル - ハイランド - ホーマー - インデペンデンス | - キダー - コシューシコ - リバティ - リン - モートン - ナットリー - オークガルチ - ラシーン - ラリタン - ラスク | - スコットランド - トロイ - ユニオン - バレー - ウォーベイ - ウェブスター - ホィートランド - ヨーク |